# Joanne Froggatt
Joanne Froggatt (Littlebeck, North Yorkshire, Inglaterra; 23 de agosto de 1980) es una actriz británica conocida por haber interpretado a Suzy en la película In Our Name y a Anna Bates en la serie Downton Abbey.

## Biografía
Tiene un hermano, Daniel Froggatt.
Salió ocho años con el DJ Phil Vane. La relación terminó en 2007.
En 2009, Joanne comenzó a salir con el director James Cannon.La pareja se comprometióy finalmente se casaron el 6 de octubre de 2012.

## Carrera
En 1996 hizo su debut en televisión interpretando a una joven acompañante en la serie policíaca The Bill.
Del 19 de mayo de 1997 al 16 de diciembre de 1999 apareció en varios episodios de la exitosa serie británica Coronation Street, donde interpretó a Zoe Tattersall, una joven madre que después de la muerte de su hija termina internada en un hospital. Poco después, cuando sale, se une a un culto y se va de la calle mudándose a los Estados Unidos.
En 2003 interpretó a Danielle Cable en el drama Danielle Cable: Eyewitness, junto a Alex Hassell. La película está basada en la verdadera historia de Danielle, una adolescente que presencia el asesinato de su novio Stephen Cameron, al que el gánster Kenneth Noye acuchilla. La protagonista lucha para llevar a la justicia al responsable y luego es llevada a protección a testigos.
En 2006 apareció en la miniserie de dos partes See No Evil: The Moors Murders, donde interpretó a Maureen Smith, hermana de la asesina Myra Hindley (Maxine Peake) que cuenta la historia desde su punto de vista. La miniserie estuvo basada en la historia real de los "Asesinatos Moors" que los asesinos Myra Hindley e Ian Brady cometieron a lo largo de la década de 1960.
En 2007 interpretó a Joanne Lees en la película Joanne Lees: Murder in the Outback, basada en la historia real de Joanne Lees, una mochilera inglesa. Junto a su novio Peter Falconio, visita Stuart Highway, cerca de Barrow Creek. Ahí ella sufre un ataque, mientras Bradley John Murdoch secuestra y mata a su novio, cuyo cuerpo nunca se encuentra.
En 2008 apareció como invitada en dos episodios de la serie de espías Spooks: Code 9 como la agente Hannah del MI5, a la que asesinan durante una operación.
En 2009 se unió al elenco recurrente de la última temporada de la serie Robin Hood como la campesina Kate, que se une a la banda de Robin Hood.
En octubre del mismo año interpretó a la princesa Yvonne en la obra para la radio The Von Trapps and Me.
En 2010 apareció en la película In Our Name donde interpretó a Suzy, una soldado que sufre estrés postraumático después de regresar de Irak. También apareció en la obra para radio "The Disappearance", junto a Lee Ingleby; y en la serie The Royle Family, donde interpretó a Saskia, la novia de Antony Royle (Ralf Little).
Ese mismo año se unió al elenco de la exitosa serie británica Downton Abbey como Anna Smith-Bates, la sirvienta principal, hasta el final de la serie en 2015.
En 2016 se unió al elenco principal de la miniserie Dark Angel como Mary Ann Cotton, asesina en serie de Inglaterra.
El 4 de diciembre de 2015 se anunció que se había unido al elenco de la película Starfish para interpretar a Nicola Ray, cuya vida cambia drásticamente cuando su esposo Tom Ray (Tom Riley) contrae una rara enfermedad potencialmente mortal. Aunque sobrevive, se le deben amputar las cuatro extremidades y extraer parte de la cara. La película, basada en hechos reales, se estrenó en 2016.
El 30 de septiembre de 2016 se anunció que se había unido al elenco de Liar, serie donde encarna a Laura Newell, maestra dedicada cuya vida cambia cuando conoce al renombrado cirujano Andrew Ellis (Ioan Gruffudd).

## Filmografía

### Series de televisión
| Año             | Serie                          | Personaje             | Notas                             |
| --------------- | ------------------------------ | --------------------- | --------------------------------- |
| 2024            | MobLand                        | Jan DaSouza           | Principal                         |
| 2024            | Breathtaking                   | Dr. Abbey Henderson   | 3 episodios                       |
| 2021            | Angela_Black_(TV_series)       | Angela Black          | 6 episodios                       |
| 2016 - presente | Liar                           | Laura Newell          | -                                 |
| 2016            | Dark Angel                     | Mary Ann Cotton       | 2 episodios - miniserie           |
| 2015            | Bob the Builder                | Wendy                 | 7 episodios                       |
| 2010 - 2015     | Downton Abbey                  | Anna Bates            | 52 episodios                      |
| 2014            | The Secrets                    | Lexie                 | Episodio "The Lie" - miniserie    |
| 2012            | True Love                      | Ruth                  | Episodio "Story One"              |
| 2010            | The Royle Family               | Saskia                | Episodio "Joe's Crackers"         |
| 2010            | Identity                       | Jane Calshaw          | Episodio "Chelsea Girl"           |
| 2009            | Robin Hood                     | Kate                  | 11 episodios                      |
| 2009            | Moving On                      | Kellie                | Episodio "Butterfly Effect"       |
| 2008            | Spooks: Code 9                 | Hannah                | 2 episodios                       |
| 2006            | See No Evil: The Moors Murders | Maureen Smith         | 2 episodios - miniserie           |
| 2006            | Rebus                          | Gail Maitland         | Episodio "Strip Jack"             |
| 2006            | The Street                     | Kerry                 | Episodio "Sean and Yvonne"        |
| 2006            | Life on Mars                   | Ruth Tyler            | 3 episodios                       |
| 2004            | Island at War                  | Angelique Mahy        | 3 episodios                       |
| 2003            | The Last Detective             | Celia/Josie           | Episodio "Pilot"                  |
| 2003            | Red Cap                        | Soldado Tracy Walters | Episodio "Crush"                  |
| 2002            | Paradise Heights               | Julia Sawyer          | 6 episodios                       |
| 2002            | Nice Guy Eddie                 | Mandy                 | Episodio # 1.3                    |
| 2001            | Casualty                       | Lucy Curry            | Episodio "Better Safe Than Sorry" |
| 2001            | A Touch of Frost               | Anne                  | 2 episodios                       |
| 2000            | Other People's Children        | Becky                 | 2 episodios                       |
| 2000            | Nature Boy                     | Jenny                 | 3 episodios - miniserie           |
| 1999            | Dinnerladies                   | Sigourney             | Episodio "Catering"               |
| 1999            | Bad Girls                      | Rachel Hicks          | 4 episodios                       |
| 1997 - 1999     | Coronation Street              | Zoe Tattersall        | 11 episodios                      |
| 1996            | The Bill                       | -                     | Episodio "Unlucky in Love"        |

### Películas
| Año  | Películas                          | Personaje      | Notas |
| ---- | ---------------------------------- | -------------- | --- |
| 2019 | Downton Abbey                      | Anna Bates     | Junto a Hugh Bonneville, Laura Carmichael, Michelle Dockery, Elizabeth McGovern, Maggie Smith y Penelope Wilton |
| 2016 | A Street Cat Named Bob             | Val            | Junto a Ruta Gedmintas, Caroline Goodall, Anthony Head, Luke Treadaway, Darren Evans y Nina Wadia               |
| 2016 | Starfish                           | Nicola Ray     | Junto a Tom Riley                                                                                               |
| 2013 | Still Life                         | kelly Stoke    | Junto a Eddie Marsan                                                                                            |
| 2012 | Filth                              | Mary           | Junto a James McAvoy, Jamie Bell, Imogen Poots, Jim Broadbent y Shirley Henderson                               |
| 2012 | uwantme2killhim?                   | Sally          | Junto a Mark Womack, Jamie Blackley y Toby Regbo                                                                |
| 2010 | In Our Name                        | Suzy           | Junto a Mel Raido, Andrew Knott, Jayne Wilkinso y Bill Fellows                                                  |
| 2009 | Echoes                             | Anya           | Corto - Junto a Gediminas Adomaitis y Lara Belmont                                                              |
| 2007 | Joanne Lees: Murder in the Outback | Joanne Lees    | Junto a Bryan Brown, John Wood, Tom Long, Asher Keddie, Laurence Breuls, Anthony Phelan y Silvio Ofria          |
| 2006 | Missing                            | Sybil Foster   | Junto a Dean Andrews, Elizabeth Berrington y Ralph Ineson                                                       |
| 2003 | Danielle Cable: Eyewitness         | Danielle Cable | Junto a Bill Paterson, Lindsey Coulson y Jamie Foreman                                                          |
| 2002 | The Stretford Wives                | Dawn Richards  | Junto a Fay Ripley, Claire Rushbrook y Lindsey Coulson                                                          |
| 2002 | Miranda                            | Jacquie        | Junto a Christina Ricci, John Simm, Kyle MacLachlan, John Hurt, Cavan Clerkin y Tamsin Greig                    |
| 2000 | Lorna Doone                        | Lizzie Ridd    | Junto a Richard Coyle, Aidan Gillen, Amelia Warner, Martin Jarvis, Anton Lesser y Jesse Spencer                 |

### Productora
| Año  | Título     | Notas                           |
| ---- | ---------- | ------------------------------- |
| 2016 | Dark Angel | Miniserie - productora asociada |

### Teatro
| Año  | Obra                | Personaje    | Teatro          | Director   | Notas                                                                             |
| ---- | ------------------- | ------------ | --------------- | ---------- | --------------------------------------------------------------------------------- |
| 2011 | The Knowledge       | Zoe          | Bush Theatre    | -          | Junto a Joe Cole, Andrew Woodall, Kerron Darby, Holli Dempsey y Mandeep Dhillon   |
| 2007 | All About My Mother | Hermana Rosa | Old Vic Theatre | Tom Cairns | Junto a Diana Rigg, Lesley Manville, Mark Gatiss, Colin Morgan y Charlotte Randle |

## Premios y nominaciones

### Premios Globo de Oro
| Año  | Categoría                                               | Obra nominada | Resultado |
| ---- | ------------------------------------------------------- | ------------- | --------- |
| 2015 | Mejor actriz de reparto de serie, miniserie o telefilme | Downton Abbey | Ganadora  |
| 2016 | Mejor actriz de reparto de serie, miniserie o telefilme | Downton Abbey | Nominada  |

### Premios Primetime Emmy
| Año  | Categoría                                 | Obra nominada | Resultado |
| ---- | ----------------------------------------- | ------------- | --------- |
| 2012 | Mejor actriz de reparto - Serie dramática | Downton Abbey | Nominada  |
| 2014 | Mejor actriz de reparto - Serie dramática | Downton Abbey | Nominada  |
| 2015 | Mejor actriz de reparto - Serie dramática | Downton Abbey | Nominada  |

### Premios del Sindicato de Actores
| Año  | Categoría                       | Obra nominada | Resultado |
| ---- | ------------------------------- | ------------- | --------- |
| 2013 | Mejor reparto - Serie dramática | Downton Abbey | Ganadora  |
| 2014 | Mejor reparto - Serie dramática | Downton Abbey | Nominada  |
| 2015 | Mejor reparto - Serie dramática | Downton Abbey | Ganadora  |
| 2016 | Mejor reparto - Serie dramática | Downton Abbey | Ganadora  |
| 2017 | Mejor reparto - Serie dramática | Downton Abbey | Pendiente |